# Dytomyia torresiana
Dytomyia torresiana är en tvåvingeart som beskrevs av Daniel J. Bickel 1994. Dytomyia torresiana ingår i släktet Dytomyia och familjen styltflugor. Inga underarter finns listade i Catalogue of Life.